# Championnat de France féminin de football de deuxième division 2009-2010
Navigation
Édition précédente Édition suivante
La Division 2 2009-2010  est la 22e édition du championnat de France féminin de football de seconde division. 
Le deuxième niveau du championnat féminin oppose vingt-quatre clubs français répartis en deux groupes de douze clubs, en une série de vingt-deux rencontres jouées durant la saison de football. 
Les premières places de chaque groupe permettent de monter en Division 1 lors de la saison suivante alors que les deux dernières places de chaque groupe sont synonymes de relégation en Division 3.
Lors de l'exercice précédent, le FCF Condéen et le FC Vendenheim ont été relégués après avoir fini aux deux dernières places de première division. L'ES Arpajonnaise, le RCF Mâcon, le FF Issy et l'US Véore ont, quant à eux, gagné le droit d'évoluer dans ce championnat après avoir terminé premier de leur groupe de troisième division. 
La compétition est remportée par le Rodez AF qui est promu en compagnie du Mans UC. Dans le bas du classement, l'ASF Les Verchers et Évreux FC sont relégués en troisième division, le CS Mars Bischheim et l'ASC Saint-Apollinaire ayant été sauvés grâce à la modification du format des championnats de deuxième et troisième division.

## Participants
Ce tableau présente les vingt-quatre équipes qualifiées pour disputer le championnat 2009-2010. On y trouve le nom des clubs, la date de création du club, l'année de la dernière accession à cette division, leur classement de la saison précédente, le nom des stades ainsi que la capacité de ces derniers.
Le championnat comprend deux groupes de douze équipes.
Légende des couleurs
- Relégué de Division 1.
- Promu de Division 3.

| \| FC Vendenheim Rodez AF COM Bagneux FCF Monteux ASPTT Albi AS Algrange CS Mars Bischheim AS Muretaine ASC Saint-Apollinaire ES Arpajonnaise RCF Mâcon US Véore \| Localisation des clubs engagés dans le groupe A du championnat. |
| FC Vendenheim Rodez AF COM Bagneux FCF Monteux ASPTT Albi AS Algrange CS Mars Bischheim AS Muretaine ASC Saint-Apollinaire ES Arpajonnaise RCF Mâcon US Véore                                                                       |

| Nom du club           | Date de création | Dernière accession | Classement 2008-2009 | Stade                | Capacité |
| --------------------- | ---------------- | ------------------ | -------------------- | -------------------- | -------- |
| FC Vendenheim         | 1974             | 2009               | D1                   | Stade Waldeck        | -        |
| Rodez AF              | 1993             | 2008               | 2 (Gr A)             | Stade de Vabre       | 4 000    |
| COM Bagneux           | 1975             | 2003               | 4 (Gr B)             | Stade Omnisports     | -        |
| FCF Monteux           | 1981             | 1997               | 4 (Gr A)             | Stade Bertier        | -        |
| ASPTT Albi            | -                | 2007               | 6 (Gr A)             | Stade Maurice Rigaud | -        |
| AS Algrange           | 1999             | 2008               | 6 (Gr B)             | Stade Municipal      | -        |
| CS Mars Bischheim     | 2004             | 2004               | 8 (Gr B)             | Stade de Mars        | -        |
| AS Muretaine          | -                | 2008               | 10 (Gr A)            | Stade Clément Ader   | 3 000    |
| ASC Saint-Apollinaire | -                | 2007               | 10 (Gr B)            | -                    | -        |
| ES Arpajonnaise       | -                | 2009               | D3                   | Stade du Pont        | -        |
| RCF Mâcon             | 1984             | 2009               | D3                   | Stade Pierre Guérin  | -        |
| US Véore              | -                | 2009               | D3                   | -                    | -        |

| \| FCF Condéen Le Mans UC US Gravelines Tours FC Saint-Herblain OC Évreux FC CPBB Rennes FC Rouen ES Blanquefortaise US Compiègne ASF Les Verchers FF Issy \| Localisation des clubs engagés dans le groupe B du championnat. |
| FCF Condéen Le Mans UC US Gravelines Tours FC Saint-Herblain OC Évreux FC CPBB Rennes FC Rouen ES Blanquefortaise US Compiègne ASF Les Verchers FF Issy                                                                       |

| Nom du club        | Date de création | Dernière accession | Classement 2008-2009 | Stade                               | Capacité |
| ------------------ | ---------------- | ------------------ | -------------------- | ----------------------------------- | -------- |
| FCF Condéen        | 1978             | 2009               | D1                   | Stade Robert Gossart                | -        |
| Le Mans UC         | 1983             | 2004               | 2 (Gr B)             | Stade Léon-Bollée (Annexe)          | 4 000    |
| US Gravelines      | -                | 2007               | 3 (Gr B)             | Stade des Huttes                    | -        |
| Tours FC           | -                | 2002               | 3 (Gr A)             | Stade de la Vallée du Cher (Annexe) | -        |
| Saint-Herblain OC  | 1973             | 2003               | 5 (Gr A)             | Stade Val de Chézine                | 300      |
| Évreux FC          | 1997             | 2008               | 5 (Gr B)             | Stade du 14 juillet                 | 200      |
| CPBB Rennes        | 1987             | 2005               | 7 (Gr A)             | Complexe sportif Bréquigny          | -        |
| FC Rouen           | 1970             | 2008               | 7 (Gr B)             | Stade de la Ferme                   | -        |
| ES Blanquefortaise | 1981             | 2008               | 8 (Gr A)             | -                                   | -        |
| US Compiègne       | 1988             | 2007               | 9 (Gr B)             | Stade de Mercières                  | -        |
| ASF Les Verchers   | -                | 2006               | 9 (Gr A)             | -                                   | -        |
| FF Issy            | 1997             | 2009               | D3                   | Stade Gabriel-Voisin                | -        |

## Compétition

### Classement
Le classement est calculé avec le barème de points suivant : une victoire vaut quatre points, le match nul deux et la défaite un.
Critères utilisés pour départager en cas d'égalité au classement :
1. classement aux points des matchs joués entre les clubs ex æquo ;
2. différence entre les buts marqués et les buts concédés par chacun d’eux au cours des matchs qui les ont opposés ;
3. différence entre les buts marqués et les buts concédés sur la totalité des matchs joués dans le championnat ;
4. plus grand nombre de buts marqués sur la totalité des matchs joués dans le championnat ;
5. en cas de nouvelle égalité, une rencontre supplémentaire aura lieu sur terrain neutre avec, éventuellement, l’épreuve des tirs au but.

Classement du Groupe A
| Rang | Équipe                | Pts | J  | G  | N | P  | Bp | Bc | Diff |
| ---- | --------------------- | --- | -- | -- | - | -- | -- | -- | ---- |
| 1    | Rodez AF              | 75  | 22 | 16 | 5 | 1  | 63 | 13 | +50  |
| 2    | AS Muretaine          | 69  | 22 | 14 | 5 | 3  | 68 | 29 | +39  |
| 3    | FC Vendenheim R       | 64  | 22 | 12 | 6 | 4  | 48 | 24 | +24  |
| 4    | AS Algrange           | 61  | 22 | 11 | 6 | 5  | 41 | 27 | +14  |
| 5    | ASPTT Albi            | 56  | 22 | 9  | 7 | 6  | 33 | 37 | -4   |
| 6    | US Véore P            | 53  | 22 | 9  | 4 | 9  | 38 | 44 | -6   |
| 7    | ES Arpajonnaise P     | 52  | 22 | 8  | 6 | 8  | 49 | 56 | -7   |
| 8    | COM Bagneux           | 47  | 21 | 7  | 6 | 8  | 37 | 42 | -5   |
| 9    | FCF Monteux           | 46  | 22 | 6  | 6 | 10 | 40 | 39 | +1   |
| 10   | RCF Mâcon P           | 38  | 22 | 3  | 7 | 12 | 28 | 52 | -24  |
| 11   | CS Mars Bischheim     | 32  | 22 | 2  | 4 | 16 | 19 | 67 | -48  |
| 12   | ASC Saint-Apollinaire | 27  | 21 | 0  | 6 | 15 | 15 | 49 | -34  |

|  | Promu en Division 1. |
|  | Relégué en Division d'Honneur. |
|  | R Relégué de Division 1 P Promu de Division 3. Pts points ; G victoires ; N match nuls ; P défaites Bp buts marqués ; Bc buts encaissés ; Diff différence de buts |

Classement du Groupe B
| Rang | Équipe             | Pts | J  | G  | N | P  | Bp | Bc | Diff |
| ---- | ------------------ | --- | -- | -- | - | -- | -- | -- | ---- |
| 1    | Le Mans UC         | 80  | 22 | 18 | 4 | 0  | 63 | 19 | +44  |
| 2    | FCF Condéen R      | 67  | 22 | 14 | 4 | 4  | 66 | 28 | +38  |
| 3    | FF Issy P          | 61  | 22 | 12 | 6 | 4  | 67 | 28 | +39  |
| 4    | Saint-Herblain OC  | 56  | 22 | 9  | 7 | 6  | 33 | 32 | +1   |
| 5    | US Gravelines      | 55  | 22 | 9  | 6 | 7  | 38 | 31 | +7   |
| 6    | Tours FC           | 52  | 22 | 9  | 3 | 10 | 30 | 40 | -10  |
| 7    | CPBB Rennes        | 51  | 22 | 8  | 5 | 9  | 40 | 56 | -16  |
| 8    | ES Blanquefortaise | 48  | 22 | 7  | 5 | 10 | 34 | 44 | -10  |
| 9    | US Compiègne       | 44  | 22 | 5  | 7 | 10 | 27 | 44 | -17  |
| 10   | FC Rouen           | 42  | 22 | 6  | 2 | 14 | 32 | 51 | -19  |
| 11   | ASF Les Verchers   | 38  | 22 | 3  | 7 | 12 | 21 | 35 | -14  |
| 12   | Évreux FC          | 32  | 22 | 3  | 2 | 17 | 23 | 66 | -43  |

|  | Promu en Division 1. |
|  | Relégué en Division d'Honneur. |
|  | R Relégué de Division 1 P Promu de Division 3. Pts points ; G victoires ; N match nuls ; P défaites Bp buts marqués ; Bc buts encaissés ; Diff différence de buts |

Nota :
1. 1 2  Les deux dernières équipes de ce groupe sont finalement sauvées grâce au passage de 24 à 36 clubs de la Division 2.
2. ↑  Le FF Issy a des points de pénalité pour non-conformité avec le règlement de la FFF.

### Résultats
Groupe A
Source : Championnat de France de D2 2009-2010 - Groupe A - Calendrier, sur statsfootofeminin.fr
| Résultats (▼dom., ►ext.)                                   | Alb | Alg | Arp | Bag | Bis | Mâc | Véo | Mon | Mur | Rod | Apo | Ven |
| ASPTT Albi                                                 |     | 1-1 | 1-2 | 2-2 | 1-1 | 2-3 | 2-2 | 0-0 | 2-2 | 0-0 | 2-0 | 1-2 |
| AS Algrange                                                | 5-2 |     | 3-3 | 1-3 | 3-0 | 1-0 | 5-0 | 4-1 | 1-2 | 0-0 | 2-0 | 2-0 |
| ES Arpajon                                                 | 2-3 | 3-1 |     | 2-3 | 6-3 | 3-1 | 3-3 | 2-1 | 2-4 | 1-3 | 1-1 | 1-1 |
| COM Bagneux                                                | 0-1 | 1-1 | 0-1 |     | 3-0 | 1-1 | 2-1 | 4-3 | 0-1 | 2-5 |     | 2-2 |
| CS Mars Bischheim                                          | 1-2 | 1-3 | 1-4 | 1-1 |     | 0-3 | 0-2 | 0-5 | 3-4 | 0-5 | 4-1 | 1-4 |
| RCF Mâcon                                                  | 1-2 | 0-1 | 3-3 | 2-2 | 1-1 |     | 0-2 | 1-4 | 1-1 | 1-5 | 1-0 | 1-6 |
| US Véore                                                   | 2-3 | 1-2 | 3-1 | 4-0 | 0-1 | 2-1 |     | 2-1 | 3-3 | 0-1 | 3-0 | 1-0 |
| FCF Monteux                                                | 1-2 | 2-2 | 4-4 | 0-2 | 6-1 | 2-2 | 1-1 |     | 2-0 | 1-0 | 1-1 | 0-1 |
| AS Muretaine                                               | 6-0 | 3-0 | 6-0 | 7-4 | 4-0 | 4-1 | 5-0 | 3-2 |     | 2-3 | 3-0 | 1-4 |
| Rodez AF                                                   | 2-0 | 2-0 | 6-1 | 3-0 | 3-0 | 4-0 | 9-1 | 5-1 | 1-1 |     | 0-0 | 2-2 |
| ASC Saint-Apollinaire                                      | 1-2 | 1-2 | 0-3 | 2-4 | 0-0 | 2-2 | 2-4 | 1-2 | 0-6 | 0-3 |     | 1-2 |
| FC Vendenheim                                              | 1-2 | 1-1 | 5-1 | 2-1 | 6-0 | 4-2 | 2-1 | 1-0 | 0-0 | 0-1 | 2-2 |     |
| - Victoire à domicile - Match nul - Victoire à l'extérieur |     |     |     |     |     |     |     |     |     |     |     |     |

Groupe B
Source : Championnat de France de D2 2009-2010 - Groupe B - Calendrier, sur statsfootofeminin.fr
| Résultats (▼dom., ►ext.)                                   | Bla | Com | Con | Évr | Grav | Iss | Man | Ren | Rou | S-H | Tou | Ver |
| ES Blanquefortaise                                         |     | 2-0 | 0-2 | 1-2 | 6-1  | 3-3 | 1-2 | 3-1 | 1-5 | 2-2 | 2-0 | 1-0 |
| US Compiègne                                               | 2-2 |     | 1-2 | 3-2 | 4-0  | 0-4 | 2-5 | 1-1 | 1-1 | 1-1 | 3-1 | 2-1 |
| FCF Condéen                                                | 5-0 | 4-0 |     | 5-0 | 0-1  | 2-2 | 2-2 | 6-2 | 5-0 | 3-1 | 8-0 | 0-3 |
| Évreux FC                                                  | 1-4 | 1-3 | 2-1 |     | 3-5  | 0-6 | 1-5 | 0-2 | 1-2 | 0-1 | 0-2 | 1-1 |
| US Gravelines                                              | 5-1 | 3-0 | 1-2 | 4-1 |      | 1-1 | 1-2 | 2-2 | 3-0 | 1-1 | 3-0 | 3-0 |
| FF Issy                                                    | 2-1 | 1-1 | 3-1 | 6-1 | 0-0  |     | 2-3 | 7-1 | 5-1 | 2-1 | 3-0 | 6-2 |
| Le Mans UC                                                 | 3-0 | 3-1 | 2-2 | 3-0 | 0-0  | 3-1 |     | 5-1 | 2-0 | 2-1 | 5-1 | 1-0 |
| CPBB Rennes                                                | 4-0 | 1-0 | 1-2 | 4-2 | 4-2  | 0-8 | 0-5 |     | 4-0 | 1-3 | 2-0 | 3-2 |
| FC Rouen                                                   | 3-2 | 4-0 | 3-5 | 2-0 | 0-1  | 0-1 | 2-5 | 3-3 |     | 2-3 | 0-1 | 0-1 |
| Saint-Herblain OC                                          | 0-0 | 3-0 | 1-4 | 1-1 | 1-0  | 4-3 | 1-1 | 1-1 | 2-1 |     | 0-3 | 2-0 |
| Tours FC                                                   | 1-2 | 1-1 | 2-2 | 1-2 | 2-0  | 2-0 | 0-2 | 3-1 | 4-1 | 4-2 |     | 1-0 |
| ASF Les Verchers                                           | 0-0 | 1-1 | 1-3 | 4-2 | 1-1  | 1-1 | 0-2 | 1-1 | 1-2 | 0-1 | 1-1 |     |
| - Victoire à domicile - Match nul - Victoire à l'extérieur |     |     |     |     |      |     |     |     |     |     |     |     |

## Bilan de la saison
| Championnat de France féminin de football de deuxième division 2009-2010 |                      |
| Champion                                                                 | Rodez AF (1er titre) |
| Promotions et relégations                                                |                      |
| Promus en Division 1                                                     | Rodez AF             |
| Promus en Division 1                                                     | Le Mans UC           |
| Relégués en Division 2                                                   | AS Montigny          |
| Relégués en Division 2                                                   | ASJ Soyaux           |

## Statistiques
Leaders du championnat
Évolution des classements
- Promu en Division 1.
- Relégué en Division d'Honneur.

| Club                  | 1  | 2  | 3  | 4  | 5  | 6  | 7  | 8  | 9  | 10 | 11 | 12 | 13 | 14 | 15 | 16 | 17 | 18 | 19 | 20 | 21 | 22 |
| --------------------- | -- | -- | -- | -- | -- | -- | -- | -- | -- | -- | -- | -- | -- | -- | -- | -- | -- | -- | -- | -- | -- | -- |
| ASPTT Albi            | 9  | 9  | 10 | 10 | 10 | 7  | 7  | 8  | 9  | 8  | 9  | 9  | 7  | 7  | 7  | 6  | 6  | 6  | 6  | 6  | 6  | 6  |
| AS Algrange           | 2  | 3  | 8  | 8  | 6  | 5  | 5  | 5  | 6  | 6  | 6  | 5  | 6  | 5  | 4  | 4  | 4  | 4  | 4  | 4  | 4  | 4  |
| ES Arpajonnaise       | 8  | 5  | 5  | 7  | 7  | 8  | 8  | 7  | 7  | 7  | 8  | 8  | 9  | 9  | 8  | 8  | 8  | 8  | 8  | 8  | 8  | 8  |
| COM Bagneux           | 10 | 8  | 4  | 4  | 5  | 6  | 6  | 6  | 4  | 5  | 4  | 4  | 4  | 4  | 5  | 7  | 7  | 7  | 7  | 7  | 7  | 7  |
| CS Mars Bischheim     | 12 | 11 | 12 | 12 | 12 | 12 | 12 | 12 | 12 | 12 | 11 | 11 | 11 | 11 | 11 | 11 | 11 | 11 | 11 | 11 | 11 | 11 |
| RCF Mâcon             | 11 | 6  | 6  | 6  | 8  | 9  | 9  | 9  | 8  | 10 | 10 | 10 | 10 | 10 | 10 | 10 | 10 | 10 | 10 | 10 | 10 | 10 |
| US Véore              | 5  | 10 | 7  | 5  | 4  | 4  | 3  | 4  | 3  | 4  | 5  | 6  | 5  | 6  | 6  | 5  | 5  | 5  | 5  | 5  | 5  | 5  |
| FCF Monteux           | 3  | 4  | 9  | 9  | 9  | 10 | 10 | 10 | 10 | 9  | 7  | 7  | 8  | 8  | 9  | 9  | 9  | 9  | 9  | 9  | 9  | 9  |
| AS Muretaine          | 1  | 2  | 2  | 2  | 3  | 2  | 2  | 2  | 1  | 2  | 2  | 2  | 2  | 2  | 2  | 2  | 2  | 2  | 2  | 2  | 2  | 2  |
| Rodez AF              | 4  | 1  | 1  | 1  | 1  | 1  | 1  | 1  | 2  | 1  | 1  | 1  | 1  | 1  | 1  | 1  | 1  | 1  | 1  | 1  | 1  | 1  |
| ASC Saint-Apollinaire | 7  | 12 | 11 | 11 | 11 | 11 | 11 | 11 | 11 | 11 | 12 | 12 | 12 | 12 | 12 | 12 | 12 | 12 | 12 | 12 | 12 | 12 |
| FC Vendenheim         | 6  | 7  | 3  | 3  | 2  | 3  | 4  | 3  | 5  | 3  | 3  | 3  | 3  | 3  | 3  | 3  | 3  | 3  | 3  | 3  | 3  | 3  |

| Club               | 1  | 2  | 3  | 4  | 5  | 6  | 7  | 8  | 9  | 10 | 11 | 12 | 13 | 14 | 15 | 16 | 17 | 18 | 19 | 20 | 21 | 22 |
| ------------------ | -- | -- | -- | -- | -- | -- | -- | -- | -- | -- | -- | -- | -- | -- | -- | -- | -- | -- | -- | -- | -- | -- |
| ES Blanquefortaise | 12 | 10 | 7  | 7  | 6  | 8  | 8  | 8  | 10 | 11 | 11 | 9  | 11 | 10 | 8  | 8  | 8  | 8  | 8  | 8  | 8  | 8  |
| US Compiègne       | 8  | 8  | 10 | 10 | 11 | 11 | 9  | 10 | 9  | 10 | 8  | 10 | 10 | 8  | 9  | 9  | 9  | 9  | 9  | 9  | 9  | 9  |
| FCF Condéen        | 6  | 7  | 9  | 6  | 8  | 6  | 6  | 5  | 4  | 4  | 3  | 3  | 2  | 2  | 2  | 3  | 3  | 3  | 3  | 3  | 3  | 3  |
| Évreux AC          | 9  | 12 | 12 | 12 | 12 | 12 | 12 | 12 | 12 | 12 | 12 | 12 | 12 | 12 | 12 | 12 | 12 | 12 | 12 | 12 | 12 | 12 |
| US Gravelines      | 2  | 4  | 4  | 3  | 2  | 1  | 1  | 1  | 2  | 2  | 4  | 4  | 4  | 4  | 4  | 4  | 4  | 4  | 4  | 4  | 4  | 4  |
| FF Issy            | 7  | 3  | 5  | 4  | 4  | 3  | 3  | 3  | 3  | 3  | 2  | 2  | 3  | 3  | 3  | 2  | 2  | 2  | 2  | 2  | 2  | 2  |
| Le Mans UC         | 4  | 1  | 1  | 1  | 1  | 2  | 2  | 2  | 1  | 1  | 1  | 1  | 1  | 1  | 1  | 1  | 1  | 1  | 1  | 1  | 1  | 1  |
| CPBB Rennes        | 5  | 6  | 8  | 9  | 9  | 9  | 11 | 11 | 8  | 8  | 9  | 11 | 8  | 7  | 5  | 6  | 6  | 6  | 6  | 6  | 6  | 6  |
| FC Rouen           | 1  | 2  | 2  | 2  | 3  | 4  | 4  | 7  | 7  | 7  | 7  | 7  | 7  | 9  | 10 | 11 | 11 | 11 | 11 | 11 | 11 | 11 |
| Saint-Herblain OC  | 10 | 9  | 6  | 8  | 7  | 7  | 7  | 6  | 6  | 6  | 6  | 5  | 5  | 5  | 6  | 5  | 5  | 5  | 5  | 5  | 5  | 5  |
| Tours FC           | 3  | 5  | 3  | 5  | 5  | 5  | 5  | 4  | 5  | 5  | 5  | 6  | 6  | 6  | 7  | 7  | 7  | 7  | 7  | 7  | 7  | 7  |
| ASF Les Verchers   | 11 | 11 | 11 | 11 | 10 | 10 | 10 | 9  | 11 | 9  | 10 | 8  | 9  | 11 | 11 | 10 | 10 | 10 | 10 | 10 | 10 | 10 |

Moyennes de buts marqués par journée
Ce graphique représente le nombre de buts marqués lors de chaque journée pour le groupe A. Il est également indiqué la moyenne total sur la saison qui est de 21,77 buts/journée.
Ce graphique représente le nombre de buts marqués lors de chaque journée pour le groupe B. Il est également indiqué la moyenne total sur la saison qui est de 21,54 buts/journée.
| Cls | Joueuse             | Club            | Buts |
| --- | ------------------- | --------------- | ---- |
| 1   | Mélanie Palliard    | AS Muretaine    | 16   |
| 2   | Sidonie Demarle     | FCF Monteux     | 14   |
| 2   | Anne Trevisan       | AS Muretaine    | 14   |
| 4   | Céline Faure        | AS Muretaine    | 12   |
| 4   | Jessica Gomes       | AS Algrange     | 12   |
| 4   | Anne-Sophie Maillot | ES Arpajonnaise | 12   |
| 4   | Aurélie Mula        | FC Vendenheim   | 12   |
| 8   | Océane Saunier      | ES Arpajonnaise | 11   |
| 8   | Tatiana Solanet     | Rodez AF        | 11   |
| 8   | Lilas Traïkia       | ASPTT Albi      | 11   |
| 11  | Flavie Lemaître     | Rodez AF        | 10   |
| 12  | 5 joueuses          | 5 joueuses      | 9    |
| 17  | 1 joueuse           | 1 joueuse       | 8    |
| 18  | 4 joueuses          | 4 joueuses      | 7    |
| 22  | 6 joueuses          | 6 joueuses      | 6    |
| 28  | 6 joueuses          | 6 joueuses      | 5    |
| 34  | 11 joueuses         | 11 joueuses     | 4    |
| 45  | 14 joueuses         | 14 joueuses     | 3    |
| 59  | 25 joueuses         | 25 joueuses     | 2    |
| 84  | 47 joueuses         | 47 joueuses     | 1    |

| Cls | Joueuse            | Club               | Buts |
| --- | ------------------ | ------------------ | ---- |
| 1   | Sarah Palacin      | FF Issy            | 25   |
| 2   | Virginie Couillard | FCF Condéen        | 18   |
| 3   | Hélène Plu         | Le Mans UC         | 14   |
| 4   | Viviane Asseyi     | FC Rouen           | 13   |
| 5   | Laura Pichonnier   | FCF Condéen        | 12   |
| 6   | Maryse Gobert      | FF Issy            | 11   |
| 6   | Julie Perthuis     | Tours FC           | 11   |
| 8   | Sarah Cambot       | ES Blanquefortaise | 10   |
| 8   | Angelina Doguet    | Saint-Herblain OC  | 10   |
| 8   | Gwenaëlle Migot    | FCF Condéen        | 10   |
| 11  | 4 joueuses         | 4 joueuses         | 9    |
| 15  | 4 joueuses         | 4 joueuses         | 8    |
| 19  | 6 joueuses         | 6 joueuses         | 7    |
| 25  | 5 joueuses         | 5 joueuses         | 6    |
| 30  | 7 joueuses         | 7 joueuses         | 5    |
| 37  | 8 joueuses         | 8 joueuses         | 4    |
| 45  | 13 joueuses        | 13 joueuses        | 3    |
| 58  | 22 joueuses        | 22 joueuses        | 2    |
| 80  | 36 joueuses        | 36 joueuses        | 1    |